# Complexo Cultural da República
O Complexo Cultural da República João Herculino é um conjunto de edificações destinados a promover eventos culturais em Brasília, capital do Brasil. Pretende-se que esse complexo seja o principal centro cultural da cidade. O espaço possui 91,8 mil metros quadrados e foi nomeado em homenagem a João Herculino de Souza Lopes, educador e político que fundou o Centro de Ensino Unificado de Brasília. Os dois primeiros prédios foram inaugurados no dia 15 de dezembro de 2006, dia do aniversário do seu projetista, Oscar Niemeyer. É tombado em nível distrital pela lei nº 47 de 1989 e em nível nacional e mundial junto do Conjunto Urbanístico de Brasília.
Fazem parte do projeto dois edifícios já construídos, o Museu Nacional Honestino Guimarães e a Biblioteca Nacional Leonel de Moura Brizola, e outros que ainda não foram construídos, mas deverão ser no futuro.

## Espaços atuais

### Museu Nacional
Previsto desde o projeto do Plano Piloto de Lúcio Costa nos anos 1950, o Museu Nacional só teve suas obras iniciadas em 1999, e sua construção levou sete anos. Leva o nome de Honestino Guimarães, um líder estudantil assassinado pela Ditadura Militar. É um edifício branco feito de concreto da estrutura a cobertura, com uma cúpula com 25 metros de raio e quatro pavimentos. É voltado a arte brasileira e também recebe exposições e alguns outros eventos como palestras e seminários. 

### Biblioteca Nacional de Brasília (BNB)

O arquiteto Oscar Niemeyer previu sete prédios no Complexo, mas apenas dois foram construídos.

A biblioteca, cujo nome oficial homenageia o líder político Leonel Brizola, único a ser governador de dois estados diferentes na história brasileira, foi inaugurada em 2006, mas só foi aberta de fato em 12 de dezembro de 2008 devido a falta de condições estruturais até então. Conta com livros vindos de doações e também uma coleção voltada a empréstimos. Tem cerca de quarenta mil exemplares a disposição do público.
- Os dois prédios do Complexo.
- A Biblioteca Nacional a noite.
- O Museu Nacional.
- Biblioteca vista de frente.
- Entrada do museu.

## Edifícios previstos
Ainda estão previstos para o complexo uma sala para concertos de música sinfônica, uma para ópera, um auditório para música de câmara e possivelmente mais dois outros prédios voltados a representações e atividades culturais, como exposições e eventos de arte.